# Indonesientaube
Die Indonesientaube (Macropygia emiliana), auch als Indonesiertaube oder Indonesien-Kuckuckstaube bekannt, ist eine Art der Taubenvögel. Sie kommt ausschließlich in Südostasien vor. Die Bestandssituation der Art wurde 2016 in der Roten Liste gefährdeter Arten der IUCN als „Least Concern (LC)“ = „nicht gefährdet“ eingestuft.

## Erscheinungsbild
Die Indonesientaube erreicht eine Körperlänge von 35 Zentimetern. Sie entspricht damit in ihrer Größe einer Stadttaube. Wie alle Kuckuckstauben ist sie ausgesprochen langschwänzig und weist einen schlanken Körperbau auf. In ihrem Aussehen gleicht sie der Dunklen Kuckuckstaube.
Der Kopf und der Hals sind kräftig rötlich braun. Die Brust ist rotbraun. Beim Männchen schimmert die Oberbrust rosa. Die Unterbrust geht in Richtung Bauch und Unterschwanzdecken in ein Goldbraun über. Auch die Kehle ist goldbraun. Der hintere Hals glänzt grün. Der Rücken, die Flügeldecken und der Bürzel sind dunkel rotbraun, die Federn der Flügeldecken weisen rostrote Säume auf. Anders als bei anderen Kuckuckstauben fehlen schwarze Querbinden auf dem Schwanz. Dieser ist einfarbig rötlich.

## Verbreitung und Lebensraum
Die Indonesientaube hat ein sehr großes Verbreitungsgebiet. Sie kommt auf Borneo, Sumatra, Simeulue, Nias, Netawai, Enggano, Krakatau, den Lampung Bay-Inseln, Bali, Kangean, Lombok, Sumbawa, Sangeang, Komodo und Flores vor. Ihre Höhenverbreitung reicht gewöhnlich von 400 bis 1.600 Höhenmetern. In seltenen Ausnahmefällen kommt sie auch noch in Höhen von 2.500 Metern über NN vor. Auf einigen dieser Inseln ist sie eine verhältnismäßig häufige Art.
Die Indonesientaube bevorzugt Bergwälder, die noch unberührt sind. Sie wird zwar häufig auf Waldlichtungen gesehen, kommt aber nahezu nie auf angrenzendes Kulturland.

## Verhalten
Die Indonesientaube ist eine baumbewohnende Art, die überwiegend von Früchten lebt. Sie kommt nur gelegentlich auf den Boden, um da zu fressen oder zu trinken. Die Fortpflanzungszeit ist an keine Jahreszeit gebunden. Das Gelege besteht aus einem einzigen Ei. Das Nest ist wie bei vielen Taubenarten üblich nur lose aus Zweigen zusammengefügt. Es wird gelegentlich sehr niedrig über dem Erdboden errichtet.

## Unterarten
Bisher sind zwei Unterarten bekannt.
- Macropygia emiliana emiliana Bonaparte, 1854[6] – Die Nominatform kommt von Java bis in den Westen der Kleine Sundainseln vor.
- Macropygia emiliana megala Siebers, 1929[7] – Diese Unterart kommt auf den Kangean-Inseln nordöstlich von Java vor.

## Etymologie und Forschungsgeschichte
Charles Lucien Jules Laurent Bonaparte beschrieb die Indonesientaube unter dem heutigen Namen Macropygia emiliana. Das Typusexemplar stammte aus Java. William Swainson hatte bereits 1837 den Gattungsnamen Macropygia u. a. für die Maronentaube (Macropygia phasianella (Temminck, 1821)) eingeführt. Der Name leitet sich von den griechischen Wörtern »makros, μακρος« für »lang, groß« und »-pygios, pygē, -πυγιος, πυγη« für »-steißig, Bürzel, Steiß« ab. Der Artnamen ist Charles Émile Fauqueux-Parzudaki (1829–1899) gewidmet. Medala leitet sich von »megas, megalē, μεγας, μεγαλη« für »groß, lang, mächtig« ab.